# Старых, Ирина Александровна

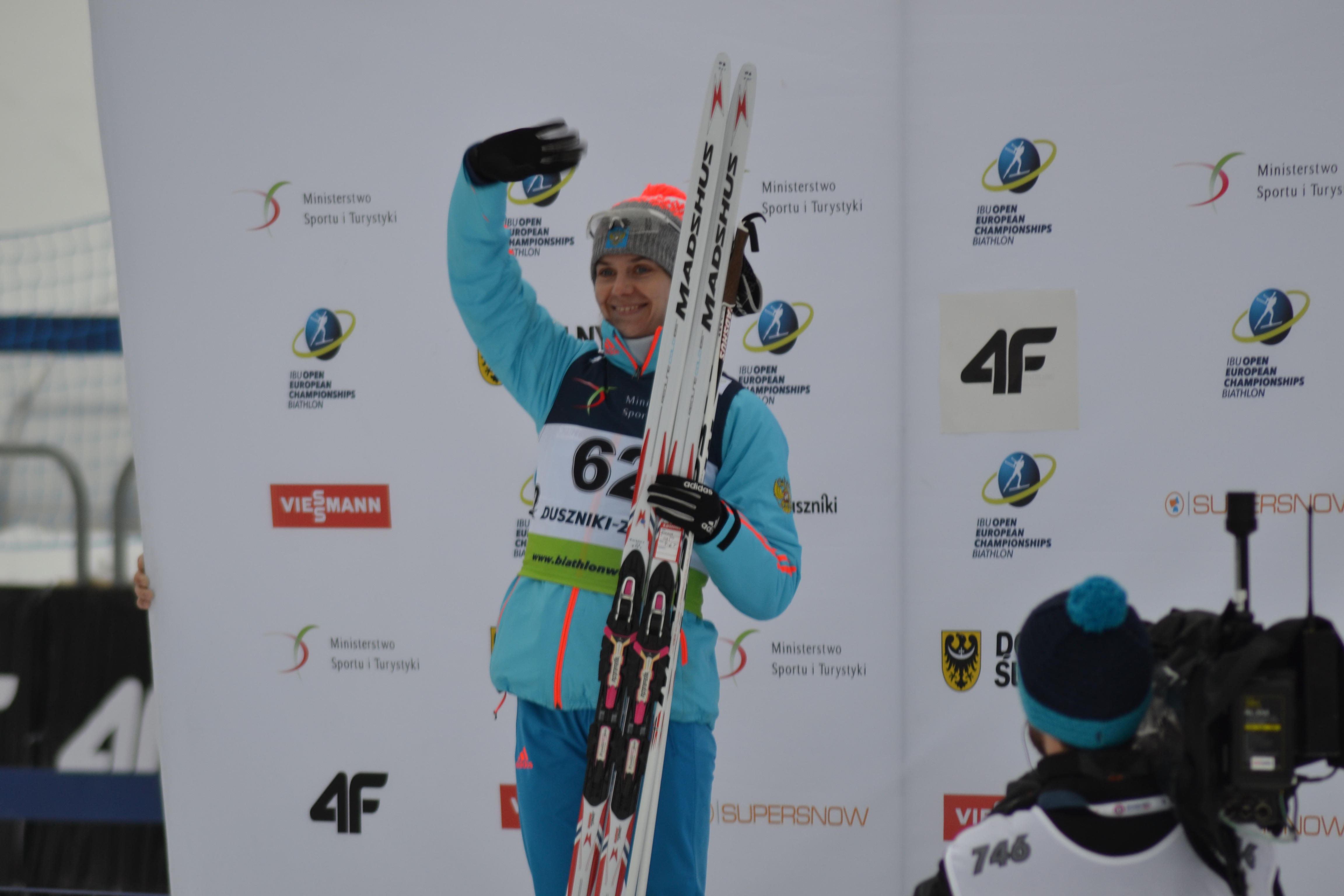
И. А. Старых, победительница индивидуальной гонки на чемпионате Европы в Душники-Здруе, 25 января 2017 года.

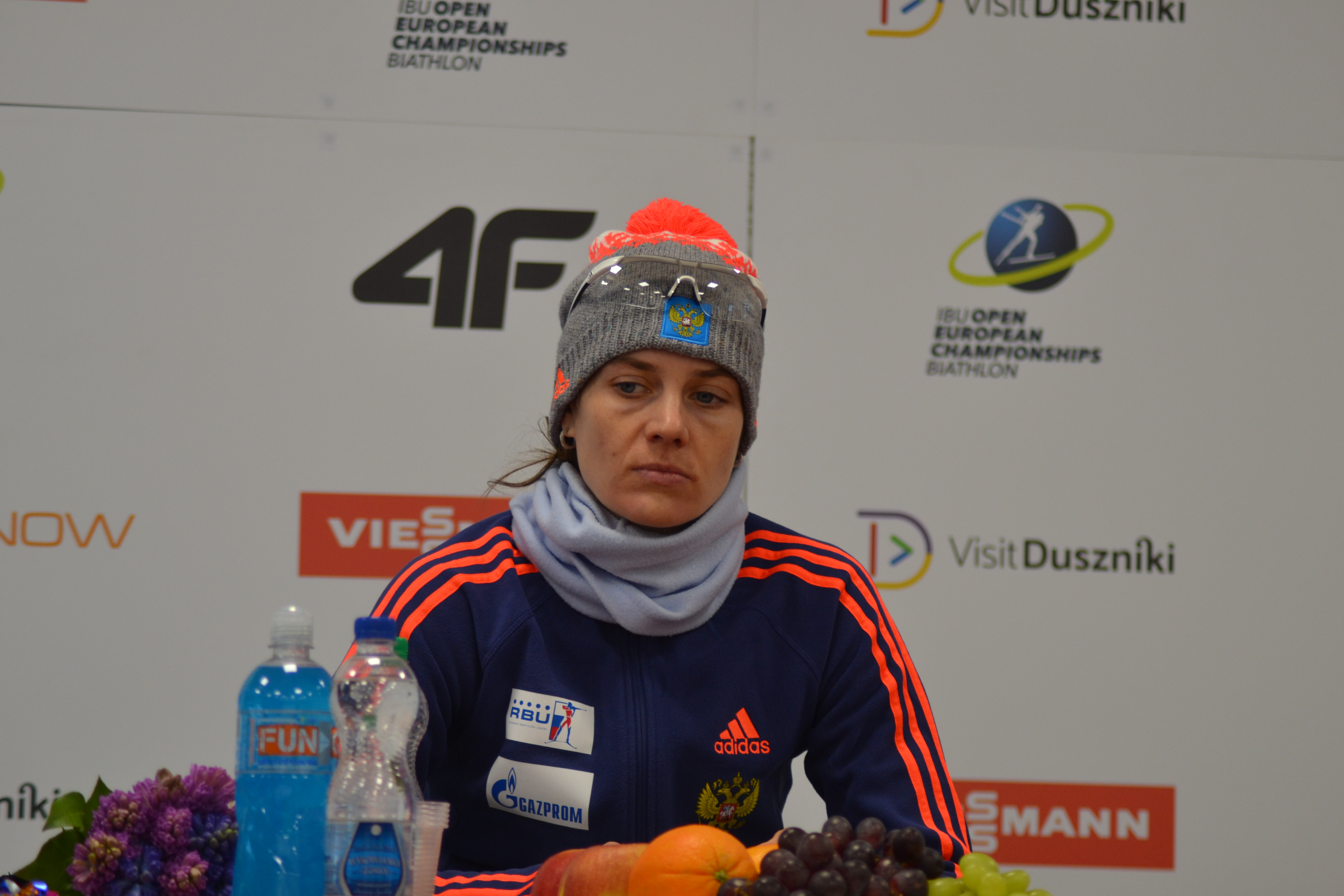
И. А. Старых, 25 января 2017 года.

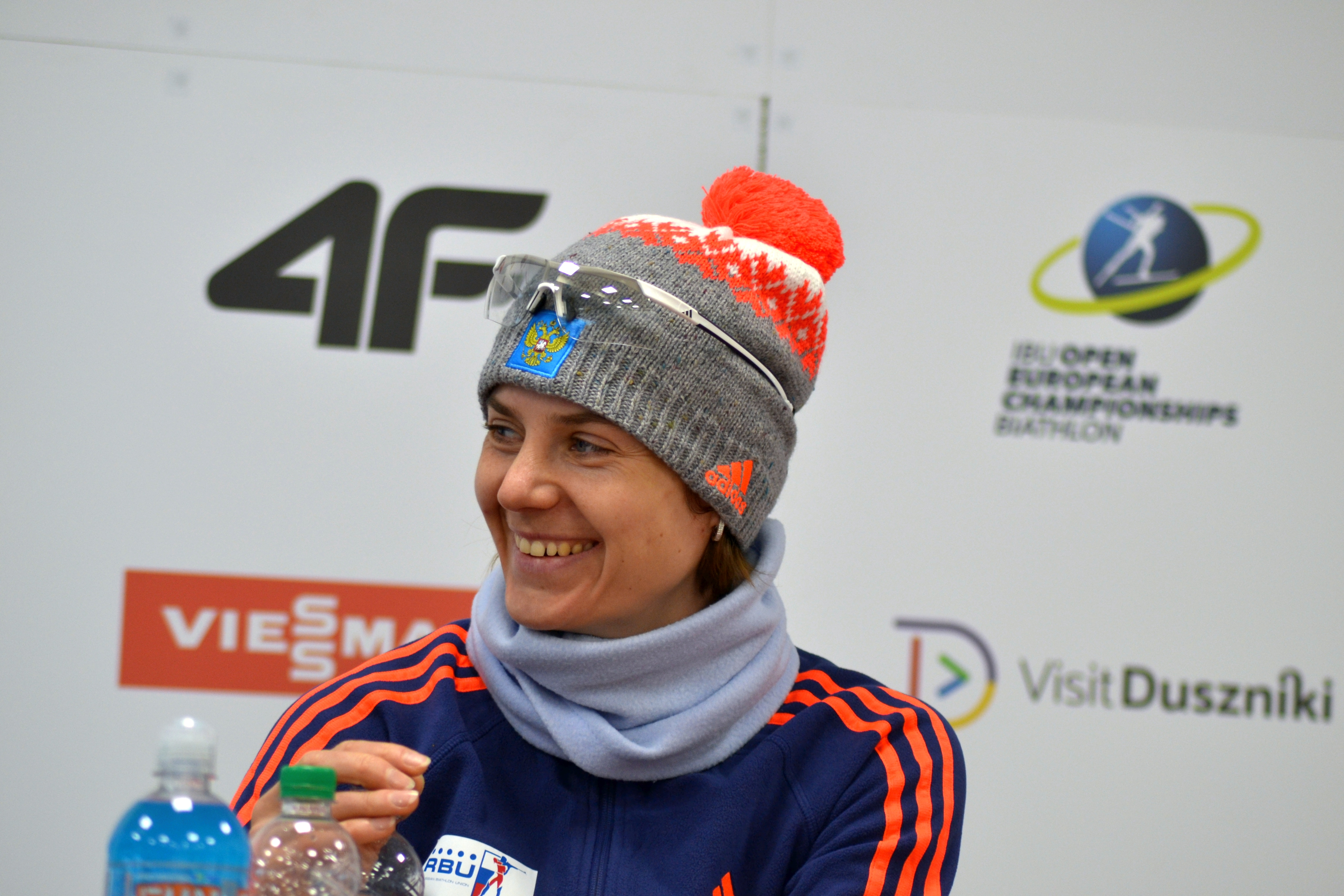
И. А. Старых, 25 января 2017 года.

Ири́на Алекса́ндровна Стары́х (урождённая Максимова; род. 26 августа 1987, Курган) — российская биатлонистка. Четырёхкратная чемпионка Европы по биатлону. Заслуженный мастер спорта России (2017).

## Биография
Ирина Александровна Максимова родилась 26 августа 1987 года в городе Кургане Курганской области.
Училась в школе № 23, там же училась Яна Романова. Биатлоном начала заниматься в 11 лет. Её первыми тренерами были Валерий Самсонович Кондаков (учитель физкультуры в школе № 23) и Александр Михайлович Качалков (они же первые тренеры Яны Романовой).
По окончании школы Ирина поступила в Тюменский юридический институт МВД России, стала заниматься в Центре спортивной подготовки и проведения спортивных мероприятий города Тюмени под руководством Леонида Александровича Гурьева и Евгения Анатольевича Пылёва.
Весной стало известно что Ирина пропустит 20/21,21/22 из за операции спины 

### Юниорские и молодёжные достижения
| Год  | Место проведения | Возраст | Инд | Спр | Пр | Эст |
| ---- | ---------------- | ------- | --- | --- | -- | --- |
| 2005 | ЧМ Контиолахти   | U19     | 17  | 12  | 14 | 3   |
| 2006 | ЧМ Преск-Айл     | U19     | 2   | 2   | 5  | 2   |
| 2008 | ЧЕ Нове Место    | U21     | 3   | —   | —  | 1   |

- Победительница Всемирной Универсиады 2009 года

### Взрослые достижения
- Чемпионка Европы в спринте;
- 3-е место в масс-старте на чемпионате России по биатлону в Тюмени[3];
- Чемпионка мира по летнему биатлону в лыжероллерах[4].

### Кубок IBU
| Сезон   | ОЗ   | ИГЗ  | СЗ   | ГПЗ  |
| ------- | ---- | ---- | ---- | ---- |
| 2009/10 | 52-я |      | 23-я |      |
| 2012/13 | 22-я | 30-я | 21-я | 26-я |
| 2016/17 | 8-я  | 4-я  | 33-я | 6-я  |
| 2017/18 | 46-я | 19-я | 50-я | 65-я |
| 2019/20 | 18-я | 18-я | 12-я | 23-я |

### Выступление в Кубке мира
Ирина дебютировала за основную сборную на этапе Кубка мира 2012/2013 в Холменколлене. Она участвовала в состоявшемся 1 марта 2013 года спринте, заняв 37-е место, и затем 2 марта — в гонке преследования, заняв 21-е место.
29 ноября 2013 года Старых впервые заняла 5-е место в спринтерской гонке в шведском Эстерсунде.
6 декабря 2013 года показала свой лучший на тот момент результат на этапах кубка мира, заняв третье место на этапе в Хохфильцене.
7 декабря 2013 года: дебют в составе эстафетной команды.
15 декабря 2013 года: 2 место в гонке преследования на этапе Кубка мира в Анси.
8 января 2014 года: победа вместе с Екатериной Глазыриной, Ольгой Зайцевой и Ольгой Вилухиной в эстафете в баварском Рупольдинге.

### Дисквалификация
29 января 2014 года Союз биатлонистов России заявил о выводе Ирины Старых из состава сборной в связи с положительным результатом допинг-пробы «А» взятой на одном из этапов Кубка мира. Решение по дате вскрытия допинг-пробы «B» по состоянию на 4 февраля 2014 года не принято.
16 июля 2014 года IBU объявил о том, что Ирина Старых дисквалифицирована на два года, начиная с 23 декабря 2013 года. 10 июля 2015 года срок дисквалификации решением IBU был увеличен до 3 лет.

### Возвращение
25 января 2017 года стала победительницей индивидуальной гонки на чемпионате Европы в Душники-Здруе. 27 января 2017 года завоевала бронзу в спринте. В гонке преследования и в составе смешанной эстафете Старых завоевала еще 2 золотые награды. На чемпионате мира по биатлону в Хохфильцене ее лучшим результатом стало 4 место в гонке преследования.
В 2017 году магистрант кафедры физического воспитания, спорта и методик преподавания Тобольского педагогического института им. Д. И. Менделеева (филиал Тюменского государственного университета) Старых Ирина Александровна стала соавтором исследования «Особенности дифференцирования нагрузки биатлонистов 16-18 лет на этапах подготовительного периода».
По состоянию на 2020 год тренируется в Государственном автономном учреждении Тюменской области «Центр спортивной подготовки и проведения спортивных мероприятий», г. Тюмень, тренеры Леонид Александрович Гурьев, Дмитрий Анатольевич Пантов, Евгений Анатольевич Пылев, Сергей Сергеевич Шестов.

### Статистика выступлений в Кубке мира
| 2019/2020 Итоги | 2019/2020 Итоги | Эстерсунд | Эстерсунд | Эстерсунд | Эстерсунд | Эстерсунд | Хохфильцен | Хохфильцен | Хохфильцен | Анси | Анси | Анси | Оберхоф | Оберхоф | Оберхоф | Рупольдинг | Рупольдинг | Рупольдинг | Поклюка | Поклюка | Поклюка | Поклюка | ЧМ Антхольц | ЧМ Антхольц | ЧМ Антхольц | ЧМ Антхольц | ЧМ Антхольц | ЧМ Антхольц | ЧМ Антхольц | Нове-Место | Нове-Место | Нове-Место | Контиолахти | Контиолахти | Контиолахти | Контиолахти | Холменколлен | Холменколлен | Холменколлен |
| Очков           | Место           | Сусм      | См        | Спр       | Инд       | Эст       | Спр        | Эст        | Пр         | Спр  | Пр   | МС   | Спр     | Эст     | МС      | Спр        | Эст        | Пр         | Инд     | Сусм    | См      | МС      | См          | Спр         | Пр          | Инд         | Сусм        | Эст         | МС          | Спр        | Эст        | МС         | Спр         | Пр          | Сусм        | См          | Спр          | Пр           | МС           |
| 113             | 46              | —         | —         | —         | —         | —         | —          | —          | —          | —    | —    | —    | 69      | —       | —       | 60         | 11         | 27         | 8       | —       | 4       | 20      | 6           | 53          | 24          | 32          | —           | 8           | —           | 40         | 5          | —          | 24          | 47          | отм         | отм         | отм          | отм          | отм          |

| 2018/2019 Итоги | 2018/2019 Итоги | Поклюка | Поклюка | Поклюка | Поклюка | Поклюка | Хохфильцен | Хохфильцен | Хохфильцен | Нове-Место | Нове-Место | Нове-Место | Оберхоф | Оберхоф | Оберхоф | Рупольдинг | Рупольдинг | Рупольдинг | Антхольц | Антхольц | Антхольц | Канмор | Канмор | Солт-Лейк-Сити | Солт-Лейк-Сити | Солт-Лейк-Сити | Солт-Лейк-Сити | ЧМ Эстерсунд | ЧМ Эстерсунд | ЧМ Эстерсунд | ЧМ Эстерсунд | ЧМ Эстерсунд | ЧМ Эстерсунд | ЧМ Эстерсунд | Холменколлен | Холменколлен | Холменколлен |
| Очков           | Место           | Сусм    | См      | Инд     | Спр     | Пр      | Спр        | Пр         | Эст        | Спр        | Пр         | МС         | Спр     | Пр      | Эст     | Спр        | Эст        | МС         | Спр      | Пр       | МС       | Инд    | Эст    | Спр            | Пр             | Сусм           | См             | См           | Спр          | Пр           | Инд          | Сусм         | Эст          | МС           | Спр          | Пр           | МС           |
| 307             | 29              | —       | 4       | 12      | 12      | 8       | 9          | 8          | 4          | 10         | 39         | 28         | 29      | 49      | —       | —          | 5          | 18         | 12       | 13       | 22       | —      | —      | —              | —              | —              | —              | —            | 44           | 45           | —            | —            | —            | —            | —            | —            | —            |

| 2017/2018 Итоги | 2017/2018 Итоги | Эстерсунд | Эстерсунд | Эстерсунд | Эстерсунд | Эстерсунд | Хохфильцен | Хохфильцен | Хохфильцен | Анси | Анси | Анси | Оберхоф | Оберхоф | Оберхоф | Рупольдинг | Рупольдинг | Рупольдинг | Антхольц | Антхольц | Антхольц | ОИ Пхёнчхан | ОИ Пхёнчхан | ОИ Пхёнчхан | ОИ Пхёнчхан | ОИ Пхёнчхан | ОИ Пхёнчхан | Контиолахти | Контиолахти | Контиолахти | Контиолахти | Холменколлен | Холменколлен | Холменколлен | Тюмень | Тюмень | Тюмень |
| Очков           | Место           | Сусм      | См        | Инд       | Спр       | Пр        | Спр        | Пр         | Эст        | Спр  | Пр   | МС   | Спр     | Пр      | Эст     | Инд        | Эст        | МС         | Спр      | Пр       | МС       | Спр         | Пр          | Инд         | МС          | См          | Эст         | Спр         | Сусм        | См          | МС          | Спр          | Эст          | Пр           | Спр    | Пр     | МС     |
| 0               | 0               | —         | —         | —         | —         | —         | 76         | —          | 4          | 46   | 46   | —    | —       | —       | —       | —          | —          | —          | —        | —        | —        | —           | —           | —           | —           | —           | —           | —           | —           | —           | —           | —            | —            | —            | —      | —      | —      |

| 2016/2017 Итоги | 2016/2017 Итоги | Эстерсунд | Эстерсунд | Эстерсунд | Эстерсунд | Эстерсунд | Поклюка | Поклюка | Поклюка | Нове-Место | Нове-Место | Нове-Место | Оберхоф | Оберхоф | Оберхоф | Рупольдинг | Рупольдинг | Рупольдинг | Антхольц | Антхольц | Антхольц | ЧМ Хохфильцен | ЧМ Хохфильцен | ЧМ Хохфильцен | ЧМ Хохфильцен | ЧМ Хохфильцен | ЧМ Хохфильцен | Пхёнчхан | Пхёнчхан | Пхёнчхан | Контиолахти | Контиолахти | Контиолахти | Контиолахти | Холменколлен | Холменколлен | Холменколлен |
| Очков           | Место           | Сусм      | См        | Инд       | Спр       | Пр        | Спр     | Пр      | Эст     | Спр        | Пр         | МС         | Спр     | Пр      | МС      | Эст        | Спр        | Пр         | Инд      | Эст      | МС       | См            | Спр           | Пр            | Инд           | Эст           | МС            | Спр      | Пр       | Эст      | Спр         | Пр          | Сусм        | См          | Спр          | Пр           | МС           |
| 186             | 38              | —         | —         | —         | —         | —         | —       | —       | —       | —          | —          | —          | —       | —       | —       | —          | —          | —          | —        | —        | —        | —             | 24            | 4             | 42            | 10            | 15            | 55       | 20       | 12       | 24          | 19          | —           | 4           | 15           | 26           | —            |

| 2013/2014 Итоги | 2013/2014 Итоги | Эстерсунд | Эстерсунд | Эстерсунд | Эстерсунд | Хохфильцен | Хохфильцен | Хохфильцен | Анси | Анси | Анси | Оберхоф | Оберхоф | Оберхоф | Рупольдинг | Рупольдинг | Рупольдинг | Антхольц | Антхольц | Антхольц | Зимние Олимпийские Игры (*) | Зимние Олимпийские Игры (*) | Зимние Олимпийские Игры (*) | Зимние Олимпийские Игры (*) | Зимние Олимпийские Игры (*) | Зимние Олимпийские Игры (*) | Поклюка | Поклюка | Поклюка | Контиолахти | Контиолахти | Контиолахти | Холменколлен | Холменколлен | Холменколлен |
| Очков           | Место           | См        | Инд       | Спр       | Пр        | Спр        | Эст        | Пр         | Эст  | Спр  | Пр   | Спр     | Пр      | МС      | Эст        | Инд        | Пр         | Спр      | Пр       | Эст      | См                          | Спр                         | Пр                          | Инд                         | Эст                         | МС                          | Спр     | Пр      | МС      | Спр         | Спр         | Пр          | Спр          | Пр           | МС           |
| 359             | 22              | —         | 27        | 5         | отм       | 3          | 4          | 5          | —    | 12   | 2    | DSQ     | DSQ     | DSQ     | DSQ        | DSQ        | DSQ        | DSQ      | DSQ      | —        | —                           | —                           | —                           | —                           | —                           | —                           | —       | —       | —       | —           | —           | —           | —            | —            | —            |

| 2012/2013 Итоги | 2012/2013 Итоги | Эстерсунд | Эстерсунд | Эстерсунд | Эстерсунд | Хохфильцен | Хохфильцен | Хохфильцен | Поклюка | Поклюка | Поклюка | Оберхоф | Оберхоф | Оберхоф | Рупольдинг | Рупольдинг | Рупольдинг | Антхольц | Антхольц | Антхольц | ЧМ Нове-Место | ЧМ Нове-Место | ЧМ Нове-Место | ЧМ Нове-Место | ЧМ Нове-Место | ЧМ Нове-Место | Холменколлен | Холменколлен | Холменколлен | Сочи | Сочи | Сочи | Ханты-Мансийск | Ханты-Мансийск | Ханты-Мансийск |
| Очков           | Место           | См        | Инд       | Спр       | Пр        | Спр        | Пр         | Эст        | Спр     | Пр      | МС      | Эст     | Спр     | Пр      | Эст        | Спр        | МС         | Спр      | Пр       | Эст      | См            | Спр           | Пр            | Инд           | Эст           | МС            | Спр          | Пр           | МС           | Инд  | Спр  | Эст  | Спр            | Пр             | МС             |
| 24              | 75              | —         | —         | —         | —         | —          | —          | —          | —       | —       | —       | —       | —       | —       | —          | —          | —          | —        | —        | —        | —             | —             | —             | —             | —             | —             | 37           | 21           | —            | —    | —    | —    | —              | —              | —              |

## Семья
- Муж — Александр Старых (род. 14 июля 1987), тренер,  мастер спорта России по биатлону . Сыновья — Захар (род. 2012), и Максим (род. 2015)[24].